# Березняки (Калинковичский район)
Березняки (бел. Беразнякі), ранее известна под названием Берёзовичи — деревня в Озаричском сельсовете Калинковичского района Гомельской области Белоруссии.

## География

### Расположение
В 28 км на северо-запад от Калинкович, 22 км от железнодорожной станции Холодники (на линии Жлобин — Калинковичи), 152 км от Гомеля.

## Транспортная сеть
Транспортные связи по просёлочной, затем автомобильной дороге Калинковичи — Бобруйск. Планировка состоит из 3 почти параллельных между собой улиц, ориентированных с юго-запада на северо-восток, к которым на севере присоединяется короткая улица с широтной ориентацией. Застройка двусторонняя, деревянная усадебного типа.

## История
По письменным источникам известна с XIX века как деревня в Минской губернии. В 1834 году владение Готовских. В 1850 году принадлежала помещику Грузневичу. В 1879 году обозначена как селение в Колковском церковном приходе. Согласно переписи 1897 года в Крюковичской волости Речицкого уезда Минской губернии, работали церковь, хлебозапасный магазин.
В 1930 году организован колхоз «Путь Советов», работали кирпичный завод, кузница, начальная школа, преобразованная затем в 7-летнюю (в 1935 году 165 учеников). Во время Великой Отечественной войны 57 жителей погибли на фронте. Согласно переписи 1959 года в составе совхоза «Березнянский» (центр — деревня Крюковичи), располагались отделение связи, 9-летняя школа, фельдшерско-акушерский пункт, детский сад, лесничество.
До 12 ноября 2013 года входила в Крюковичский сельсовет. После упразднения сельсовета присоединена к Озаричскому сельсовету.

## Население
- 1834 год — 25 дворов.
- 1897 год — 215 жителей (согласно переписи).
- 1925 год — 85 дворов.
- 1959 год — 421 житель (согласно переписи).
- 2004 год — 82 хозяйства, 188 жителей.

## Известные уроженцы
- П. Л. Бабак — Герой Социалистического Труда, заслуженный строитель БССР.